# Harlanden (Gemeinde Erlauf)
Harlanden ist eine Ortschaft und eine Katastralgemeinde der Gemeinde Erlauf im Bezirk Melk in Niederösterreich. Die Ortschaft hat 49 Einwohner (Stand 1. Jänner 2024).

## Geografie
Das aus mehreren landwirtschaftlichen Anwesen bestehende Dorf befindet sich östlich von Erlauf auf den Ausläufern des Alpenvorlandes und ist durch der West Autobahn von Erlauf abgetrennt. Erreichbar ist Harlanden über die Landesstraße L5329, die weiter nach Knocking führt. Am 1. April 2020 umfasste die Ortschaft 17 Adressen.

## Geschichte
In römischer Zeit hat sich im Ort eine römische Therme befunden, wie zahlreiche Funde aus dem 19. Jahrhundert belegen. Bis 1848 wurde der Ort von der Herrschaft Pöchlarn verwaltet. Laut Adressbuch von Österreich waren im Jahr 1938 in Harlanden zwei Kalkwerke und mehrere Landwirte mit Ab-Hof-Verkauf ansässig.

## Persönlichkeiten
- Franz Simoner (1898–1955), Landwirt, Politiker und Abgeordneter zum Landtag